# Núcleo Básico de Revistas Científicas
El Núcleo Básico de Revistas Científicas Argentina (NBR), conocido generalmente como Núcleo Básico, es un proyecto institucional que tiene su sede en el Centro Argentino de Información Científica y Tecnológica (CAICYT), dependiente del Consejo Nacional de Investigaciones Científicas y Técnicas (CONICET) de la Argentina.

## Objetivos y funcionamiento
El objetivo del mismo es determinar un conjunto de publicaciones académicas argentinas que tengan nivel de excelencia en cada uno de sus campos disciplinares. Un criterio de importancia es seguir los protocolos de arbitrajes externos. A su vez, el Núcleo Básico estratifica las revistas en tres niveles según su alcance: internacional, regional y local.
Se considera que estas revistas deben tener una trayectoria y liderazgo en sus disciplinas particulares y contar con un respaldo institucional académico o profesional. Otro criterio que se considera es estar indexadas en bases de datos internacionales. Cada revista que pretende integrar el núcleo básico es sometida a una evaluación rigurosa con una serie de criterios que son definidos por el CAICYT. Estos criterios deben atender a la necesidad de calidad editorial, reunir méritos y trascendencia académica según criterios internacionales. El objetivo de esto es brindar apoyo por parte del CONICET en procura de mejorar la calidad y darle mayor difusión y prestigio a la ciencia argentina en el país y en el extranjero.
La suma de nuevas publicaciones es un proceso continuo en el que participan comisiones asesoras y científicos consultados. Para ello, el Núcleo Básico cuenta con un Comité Científico Asesor compuesto por 8 miembros titulares y 8 alternos, que tienen autoridad para convocar corno asesores a otros especialistas. A su vez, los criterios que se emplean para la incorporación y mantenimiento de las revistas académicas dentro del Núcleo Básico se van actualizando y renovando. Por otro lado, la importancia del Núcleo Básico también radica en que la gestión de las colecciones que lo componen permite realizar comprobaciones de datos estadísticos. Además, ofrece herramientas que permiten realizar un correcto seguimiento de la calidad de las publicaciones académicas, así como generar sugerencias para poder contribuir con el mejoramiento de las publicaciones para futuras evaluaciones del Comité Científico Asesor y la incorporación al Núcleo Básico.

## Historia
Este proyecto nació en el año 1999, tomando como ejemplo otros similares existentes en Brasil, Chile, México y Venezuela. Luego de su instauración en dicho año, comenzó a incorporar publicaciones académicas a su nómina de forma ininterrumpida, para lo cual las revistas debían solicitar ser evaluadas, incorporadas y luego con el tiempo mantener su permanencia. La pertenencia al Núcleo Básico es en última instancia aprobado por el CONICET en resoluciones específicas.
En el año 1999 comenzó a funcionar teniendo sólo 8 revistas, en el 2002 tenía ya 18, y en 2007 unas 103. En el año 2022, 337 revistas. En el mes de marzo de 2023 contaba con 359 revistas, en mayo de 2024 ya eran 372. El crecimiento de la cantidad de revistas dentro del Núcleo Básico se representa en la siguiente figura: 
| Gráfica de evolución Crecimiento de revistas de Núcleo Básico de Revistas Científicas entre 1999 y 2024 |
| |